# José Rodríguez
José Rodríguez (n. 28 martie 1959) este un judocan ce a reprezentat Cuba, medaliat olimpic. A participat la o ediție a Jocurilor Olimpice (1980) în care a câștigat o medalie de argint.

## Participări
Lista de mai jos prezintă principalele competiții la care a participat José Rodríguez de-a lungul carierei.
- judo at the 1980 Summer Olympics – men's 60 kg[*]